# Тиллис, Мел
Мел Ти́ллис (англ. Mel Tillis, 8 августа 1932 — 19 ноября 2017) — американский певец в стиле кантри.
Музыкальный сайт AllMusic кратко характеризует Мела Тиллиса как «плодовитого кантри-певца и наёмного специалиста-сочинителя песен, известного своим непритязательным остроумием и заиканием». Сайт отмечает его «полированную, искреннюю вокальную подачу и навыки в написании песен», которые, однако, не были так знамениты, как его «знаменитое заикание». Тем не менее карьера Мела Тиллиса в кантри-музыке растянулась на много десятков лет, и он оставался (остаётся) одним из самых долговечных нашвиллских исполнителей.
Сначала он писал для других исполнителей, а в 1957 году выпустил свой первый сингл, кавер на классику фолка (американскую народную песню) «It Takes a Worried Man to Sing a Worried Song».
Потом, после попыток работать в жанре рок-н-ролл, с которыми он успеха не добился, в 1958 году он впервые попал в сороковку кантри-чарта «Билборда» — с песней «The Violet and a Rose». Далее он продолжал выпускать кантри-хиты, хотя до конца 1960-х его успех как сочинителя песен для других оставался большим, чем его собственный.
В 2007 году Мел Тиллис был включён в Зал славы кантри.

## Дискография
- См. статью «Mel Tillis discography» в английском разделе.